# ズヴェニスラヴァ・ボリソヴナ
ズヴェニスラヴァ・ボリソヴナ（もしくはログヴォロドヴナ）（ロシア語: Звенислава БорисовнаもしくはРогволодовна、1127年以前 - 1173年以降）はポロツク公フセスラフの孫、ボリスあるいはログヴォロド（フセスラフの子として記録のある、ボリスとログヴォロドと同一人物とみなす説がある）の娘にあたる人物である。ポロツク公国の修道女で、修道名はエヴプラクシヤ（エフプラクシヤ、エウプラクシヤ（ロシア語: Евпраксия））。

## 生涯
ズヴェニスラヴァに関しては、従姉妹の修道女・エヴフロシニヤを記した聖人伝『聖女イェフロシニア伝(ru)』に言及がある。
エヴフロシニヤの影響を受けたズヴェニスラヴァは、エヴフロシニヤの建設したポロツクの救世主修道院（現・救世主聖エヴフロシニヤ修道院(ru)）で剃髪式を行い、修道名を得た。その後、1169年ごろにエヴフロシニヤと、その兄弟のダヴィドとともに、エルサレムへ巡礼に向かった。1173年にエヴフロシニヤはエルサレムで没するが、その臨終の際に、エヴフロシニヤの十字架(ru)を故郷・ポロツクに持ち帰ることをズヴェニスラヴァに託した。この十字架は紆余曲折を経て現在は行方不明となっているが、13世紀まではポロツクにあった。また、ズヴェニスラヴァを『聖女イェフロシニア伝』の著者とみなす仮説がある。
ズヴェニスラヴァの没年は1202年とみなされることが多い。ただし実際は、根拠となっている年代記の1202年の記述は別の人物に関するものであり、ゆえに正確な没年は不明である。いくつかの史料によれば、ズヴェニスラヴァは正教会によって聖列に加えられており、その記憶日は5月24日とされている。